# Глоссирование
Глосси́рование (англ. Interlinear gloss) — это способ оформления текста, предполагающий наличие кратких пояснений к нему, которые помещаются в строчке между оригинальным текстом (или его транслитерацией) и переводом. Глоссы используются для того, чтобы читателю было ясно, как именно соотносится текст и его перевод с точки зрения грамматики и семантики. Поморфемное глоссирование часто используется в лингвистических исследованиях (обычно в отношении текстов на малоизвестных языках), а также в учебных целях.
В настоящее время в зарубежной лингвистике нередко используется лейпцигская система правил глоссирования. В России не существует общепринятой стандартной системы глоссирования, хотя работа над её созданием продолжается.
В списке сокращений, используемых при глоссировании, отражена система, принятая при издании книг из серии «Языки мира» (энциклопедическое издание Института языкознания РАН).